# واریک، کوئینزلند
واریک (به انگلیسی: Warwick) یک شهرک در استرالیا است که در Southern Downs Region واقع شده‌است.